# Miastków Kościelny
Miastków Kościelny is een dorp in het Poolse woiwodschap Mazovië, in het district Garwoliński. De plaats maakt deel uit van de gemeente Miastków Kościelny en telt 630 inwoners.